# Institut national de la recherche scientifique
Das Institut national de la recherche scientifique (INRS; deutsch: Nationales Institut für wissenschaftliche Forschung) ist eine französischsprachige staatliche Forschungsorganisation mit dem Status einer Universität mit Sitz in der kanadischen Stadt Québec.

## Geschichte
Die INRS wurde 1969 im Verbund der Université du Québec gegründet. Sie lehnte sich bei ihrer Entstehung vom Namen und ihrer Struktur in Forschungszentren an das französische Centre national de la recherche scientifique an.

## Forschungszentren
- Centre Eau Terre Environnement, Québec
- Centre Énergie Matériaux Télécommunications, Varennes und Montréal
- Centre Armand-Frappier Santé Biotechnologie, Laval
- Centre Urbanisation Culture Société, Montréal und Québec